# Jay Cutler (culturiste)
Pour les articles homonymes, voir Jay Cutler.
Jay Cutler est un célèbre culturiste nord-américain né le 3 août 1973 à Sterling, Massachusetts.

## Biographie
Cutler a travaillé pour l'entreprise familiale de construction en béton de ses frères, Cutler Bros. Concrete, dès l'âge de 11 ans. Il a commencé à s'entraîner à l'âge de 18 ans lorsqu'il était senior à l'école secondaire régionale Wachusett. Il a obtenu son diplôme en justice pénale du Collège communautaire Quinsigamond en 1993, dans le but de travailler comme agent de correction dans une prison à sécurité maximale. Il a été inspiré par le culturisme après avoir rencontré son entraîneur personnel Marcos Rodriguez. Cutler a excellé dans le culturisme, désirant être l'un des plus grands compétiteurs de tous les temps et a remporté sa première victoire au classement général en 1993 au Iron Bodies Invitational. Son premier concours était les championnats de culturisme Worcester Gym en 1992, au cours desquels il a remporté la deuxième place. Alors qu'il se faisait un nom sur la scène du culturisme, il apparaissait souvent dans des vidéos relatives au culturisme, notamment Battle for the Olympia 2001, un documentaire vidéo pré-compétition réalisé par Mitsuru Okabe qui met en valeur de nombreux concurrents se préparant pour l'édition 2001 de Mr. Olympia. Il remporta ensuite plusieurs titres Arnold Classic en 2002, 2003 et 2004.
Jay Cutler termine deuxième au prestigieux concours Mr. Olympia de 2001 à 2005, devenant le plus redoutable adversaire de Ronnie Coleman, alors détenteur du titre et un sérieux prétendant à sa succession ; Cutler était l'un des seuls à pouvoir rivaliser avec lui sur son principal atout : la musculature dorsale (aussi bien en largeur qu'en épaisseur). Il bat finalement Coleman en 2006 et remporte au total quatre titres de Mr. Olympia (2006, 2007, 2009 et 2010). Il est le seul à avoir réussi à reconquérir son titre après l'avoir perdu – victoire en 2009 après une deuxième place en 2008. En 2011 il a terminé deuxième face à Phil Heath, puis n'a pas participé à l'édition 2012 en raison d'une blessure au biceps, puis a terminé sixième à l'édition 2013. Il s'est depuis retiré de la compétition et réside à Las Vegas.

## Profil[2]
- Taille : 1,76 m
- Poids en compétition : 118 kg (132 kg hors compétition)
- Tour de poitrine : 147,32 cm
- Tour de bras : 57,15 cm
- Tour de taille : 86,36 cm
- Tour de cuisses : 76,2 cm
- Tour de mollets : 50,8 cm

## Palmarès
- 1992 Gold's Gym Worcester bodybuilding championships, 2e en catégorie « men »
- 1993 NPC Teen National Bodybuilding Championship, 1er en catégorie « teenagers », poids moyens
- 1993 NPC Iron Bodies Invitational, 1er en catégorie « teenagers » (à l'âge de 20 ans), 1er en catégorie hommes, poids moyens
- 1995 NPC U.S. Tournament of Champions, 1er en catégorie poids moyens et toutes catégories
- 1996 NPC U.S. Men's National Bodybuilding Championship, 1er en catégorie poids lourds (a alors obtenu sa carte professionnelle)
- 1998 Night of Champions, 11e
- 1999 Mr. Olympia, 14e
- 1999 Arnold Schwarzenegger Classic, 4e
- 1999 Ironman Pro Invitational, 3e
- 2000 English Grand Prix, 2e
- 2000 Mr. Olympia, 8e
- 2000 Night of Champions, 1er
- 2001 Mr. Olympia, 2e
- 2002 Arnold Schwarzenegger Classic, 1er
- 2003 GNC Show of Strength, 2e
- 2003 Dutch Grand Prix, 1er
- 2003 British Grand Prix, 1er
- 2003 Russia Grand Prix, 2e
- 2003 Mr. Olympia, 2e
- 2003 San Francisco Pro Invitational, 1er
- 2003 Arnold Schwarzenegger Classic, 1er
- 2003 IronMan Pro Invitational, 1er
- 2004 Mr. Olympia, 2e
- 2004 Arnold Schwarzenegger Classic, 1er
- 2005 Mr. Olympia, 2e
- 2006 Mr. Olympia, 1er
- 2007 Mr. Olympia, 1er
- 2008 Mr. Olympia, 2e
- 2009 Mr. Olympia, 1er
- 2010 Mr. Olympia, 1er
- 2011 Mr. Olympia, 2e
- 2013 Mr. Olympia, 6e